# Moses Mendelssohn
Pour les articles homonymes, voir Mendelssohn.
Pour les articles ayant des titres homophones, voir Mendelsohn et Mendelson.
Moses (Moïse) Mendelssohn, né le 6 septembre 1729 à Dessau et mort le 4 janvier 1786 à Berlin, est un philosophe allemand du mouvement des Lumières. Il est le grand-père du compositeur Félix Mendelssohn.

## Biographie
Moses Mendelssohn naît à Dessau le 6 septembre 1729 au sein d’une famille juive ashkénaze. Sa mère est Bela Rachel Wahl (1683–1756) et son père, Mendel Heymann (1683–1766), assure pauvrement son existence comme Sofer (scribe, copiste de livres). Plus tard, Henrich Heine parlera « d'un homme que la naissance et la nature avaient tant négligé [allusions à la petite condition sociale de Moses Mendelssohn et à sa bosse] et qui n'en devint pas moins le Socrate allemand », ou le « Platon de Berlin », le « Luther des Juifs », le « Moïse des Juifs allemands ».
Mendelssohn est éduqué par son père et le rabbin local, David Fränkel, lequel lui enseigne, outre la Bible et le Talmud, la philosophie juive de Moïse Maïmonide. Lorsque le Rav Fränkel est rappelé à Berlin en tant que grand-rabbin, en 1743, son jeune élève âgé 14 ans s'empresse de le suivre.
À cette époque d'intolérance envers les Juifs, leur entrée dans la ville était permise uniquement par l'entrée des bestiaux, et comme le laisser-passer n'était pas accordé à un Juif qui n'avait ni travail ni fortune, Mendelssohn se cachait dans le grenier de son maître. 
À Berlin, il commença à s'intéresser en plus de ses études rabbiniques à d'autres matières plus profanes et, sous l'influence de son maître, il se mit à l'étude du Guide des égarés de Maïmonide. C'est à partir de l'étude de ce livre qu'il commença à se pencher de plus près sur la philosophie et les matières générales. L'intellectuel juif Israel Samosc lui enseigna la philosophie juive et les mathématiques et le latin lui est enseigné par un jeune médecin juif. La plus importante partie de son érudition est cependant le fruit de ses inlassables efforts d'apprentissage autodidacte, au point de faire dire à Heinrich Graetz « qu'il apprit en même temps l'alphabet et la philosophie ». « Je ne suis jamais allé à l’Université et n’ai jamais entendu un cours de ma vie », précise Mendelssohn. À titre d'exemple, il peut se procurer un exemplaire d'un Essai sur l'entendement humain de John Locke, et le maîtrise à l'aide d'un dictionnaire latin. Il fait ensuite la connaissance d'Aaron Solomon Gumperz (en), qui lui enseigne des rudiments de français et d'anglais.
En 1750, il est engagé pour gagner sa vie comme précepteur par un riche négociant de soie nommé Isaac Bernhard. Celui-ci, impressionné par Mendelssohn en fait rapidement son comptable en 1754, puis son associé en 1761. Après la mort de Bernhard, il reprend son affaire et dirige activement la fabrique jusqu'à son propre décès.
L'année 1754 marque un tournant dans sa vie, lorsque Gumperz ou Hess lui présente Gotthold Lessing. La rencontre entre les deux inspire plus tard à Lessing celle entre Nathan le Sage et Saladin.
Lessing est alors le porte-drapeau de l'ébullition intellectuelle et morale qui agite la Berlin de l'époque (celle de Frédéric le Grand). Il a déjà commencé son œuvre d'ouverture à l'autre, et publié un drame au nom évocateur Die Juden (1749), montrant qu'un Juif pouvait faire preuve de noblesse de caractère, ce qui était loin d'être acquis ou accepté à l'époque : Mendelssohn représente à ses yeux la preuve éclatante de ses dires. C'est à Lessing que Mendelssohn doit le début de sa notoriété publique : en effet, Mendelssohn a rédigé en un allemand accessible un pamphlet contre le rejet des philosophes locaux (principalement Gottfried Wilhelm Leibniz). Lessing l'apprécie tellement qu'il le fait publier aussitôt de façon anonyme, sous le titre de Conversations philosophiques (Philosophische Gespräche), sans même avoir consulté Mendelssohn. Un an plus tard, paraît à Gdańsk une satire anonyme, Pope (auteur anglais), un métaphysicien, leur œuvre conjointe.
À partir de cette époque, l'aura de Mendelssohn ne cesse de grandir et s'étendre. Il devient en l'espace de trois ans (1756–1759) le chef de file des entreprises littéraires importantes de Nicolai, à savoir la Bibliothek et la Literaturbriefe. Il se permet quelques audaces en critiquant la poésie du Roi de Prusse, ce qui aurait pu mal tourner si Frédéric n'était pas si éclairé ou tempéré.

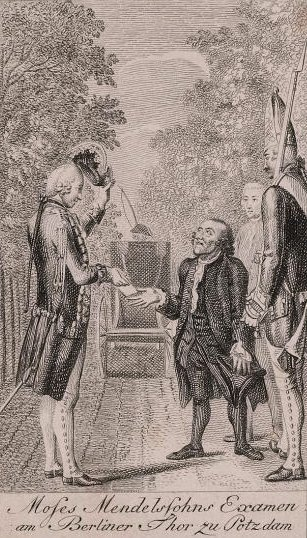
« Examen de Moses Mendelssohn à la porte de Berlin à Potsdam ». Eau-forte de Lowe d'après un dessin de Chodowiecki (1771)

Il donne des cours aux enfants du grand bourgeois Gugenheim et en 1762, il épouse Fromet Gugenheim (1737–1812) qui lui survivra 26 ans. La tradition juive raconte qu'au début, cette belle jeune fille qui avait tout de suite plu au bossu qu'il était ne prêtait aucune attention à ses avances. Un jour, il lui dit : « Croyez-vous ce que dit la tradition juive, à savoir que les couples se forment selon la volonté du Ciel : "la fille d'Untel pour Untel ?" - Oui, je le crois, répondit la jeune fille. - Eh bien, reprit le philosophe, quand j'ai entendu dire qu'au Ciel, il avait été décidé que "la fille de Guggenheim épouserait Mendelssohn", j'ai interrogé l'Ange de service : "Est-elle belle ? - Non, me répondit-il, elle est bossue !" Cela m'attrista tellement que je dis à l'Ange : "Va dire à Dieu que je suis disposé à me charger, moi, de sa bosse, mais je veux qu'elle soit belle !" » Le propos trouva grâce aux yeux de la jeune fille,. De ce mariage, naît l'importante dynastie des Mendelssohn.
L'année suivante, il remporte le prix offert par l'Académie de Berlin, en rédigeant un essai sur les applications des preuves mathématiques à la métaphysique. Parmi les différents postulants se trouvaient Thomas Abbt et Emmanuel Kant. Il transcrit, d'ailleurs, une correspondance avec le premier, en 1767, donnant le Phédon ou de l'immortalité de l'âme en trois entretiens. Kant en fait mention dans la seconde édition de sa Critique de la raison pure et reconnaît l'importance de sa pensée et de son respect pour l'individu.
En 1769, le philosophe Johann Kaspar Lavater propose à Mendelssohn de se convertir au christianisme, ce dernier ayant fait preuve de tolérance et d'ouverture dans plusieurs de ses précédents écrits. La réplique de celui-ci est sans équivoque dans une lettre qui préfigure son Jérusalem ou Pouvoir religieux et judaïsme, publié en 1783. Il y défend l'existence de la spécificité juive comme de toute spécificité de croyance contre les appels à la conversion au christianisme qui ne manquent pas de se faire entendre alors. Selon lui, l'uniformité des confessions est un danger pour la liberté de conscience et de plus, ne correspond nullement aux desseins de Dieu qui préfère la diversité. En conséquence, il ne s'agit pas d'échanger - de marchander - des vérités contre des droits mais d'admettre les Juifs avec leur spécificité dans la société civile ».
Cette même année, il achève la traduction en allemand de la Torah.
Grâce au marquis d'Argens, ami de Frédéric II et philosophe lui aussi, Mendelssohn reçoit le statut de « Juif protégé extraordinaire » (außerordentlicher Schutz-Jude) par l'empereur, la troisième classe d'existence pour un Juif à Berlin (il était dans la sixième auparavant). Cela lui permet de résider à Berlin sans être dérangé du fait de ses origines juives, mais pas pour autant d'acheter des immeubles ou de passer ce droit à ses enfants.
Mendelssohn meurt le 4 janvier 1786 à Berlin et ses funérailles ont lieu dans cette ville, trois jours plus tard. « Le jour de sa mort, tous les Juifs de Berlin fermèrent leurs boutiques et leurs magasins en signe de deuil » et marchèrent avec la communauté juive dans son cortège funèbre, ainsi que des membres de la cour royale ; Wilhelm von Humboldt est présent,.

## Philosophie

### Réception de l'œuvre
Moïse Mendelssohn est un personnage important de la philosophie juive, du judaïsme européen, et de la philosophie du XVIIIe siècle, l'Aufklärung berlinoise. Il est reconnu pour être l'un des principaux instigateurs de la Haskala (« éducation »), le mouvement des Lumières propre au judaïsme. Michel Foucault explique : 

« Il y avait [par rapport à 1784] une trentaine d'années déjà que Mendelssohn était à ce carrefour [de la pensée juive et allemande], en compagnie de Lessing. Mais jusqu'alors, il s'était agi de donner droit de cité à la culture juive dans la pensée allemande – ce que Lessing avait tenté de faire dans Die Juden – ou encore de dégager des problèmes communs à la pensée juive et à la philosophie allemande : c'est ce que Mendelssohn avait fait dans les Entretiens sur l'immortalité de l'âme. Avec les deux textes parus [sur les Lumières] dans la Berlinische Monatsschrift, l'Aufklärung allemande et la Haskalah juive reconnaissent qu'elles appartiennent à la même histoire; elles cherchent à déterminer de quel processus commun elles relèvent. »

Emmanuel Kant le considère comme un grand penseur. Il discute dans la Critique de la raison pure les positions mendelssohniennes sur l'immortalité de l'âme exposées dans le Phédon ou entretiens sur l'immortalité de l'âme. Kant critique aussi la position de Mendelssohn quant au progrès général de l'humanité dans son opuscule Théorie et pratique (1793).
Emmanuel Levinas le voit comme un précurseur de Franz Rosenzweig, dont l'œuvre L'Étoile de la rédemption accomplirait le projet mendelssohnien d'un judaïsme tolérant, universaliste et refusant toute idée de totalité.

### Mendelssohn et le judaïsme

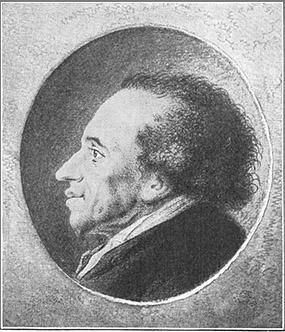
Moses Mendelssohn par Chodowiecki (avant 1801).

Défenseur de l'émancipation juive, Moses Mendelssohn fut pour certains le « troisième Moïse », après Moïse le législateur biblique et Moïse Maïmonide le philosophe médiéval : « De Moïse à Moïse, aucun ne fut aussi sage que Moïse ». La pensée de Mendelssohn est un jalon fondamental de l'histoire de la philosophie juive, depuis la pensée antique jusqu'à Salomon ibn Gabirol, Moïse Maïmonide, puis Baruch Spinoza, et conduisant au néokantisme d'Hermann Cohen, puis à l'existentialisme de Franz Rosenzweig, de Martin Buber et d'Emmanuel Levinas.
Pour d'autres, Mendelssohn se situe parmi les théoriciens de l'assimilationisme des Juifs, précurseur de la perte de leur identité spécifique et de l'extinction de leurs traditions. On lui reproche notamment de vouloir fondre l'identité juive dans la germanité. En effet, Mendelssohn souhaite apprendre l'allemand à la communauté juive ; mais il refuse néanmoins de remplacer la langue hébraïque des anciens par l'allemand. Ces deux langues doivent pour lui coexister. De même, il appelle les Juifs à s'intégrer dans la vie civique de la nation dans laquelle ils vivent, afin de remplir d'une part leurs devoirs envers la religion, d'autre part leurs devoirs envers l'État.
Mendelssohn ne se convertit pas au luthéranisme, malgré l'insistance de ses contemporains, notamment Johann Kaspar Lavater ou Heinrich Heine. Dans sa Jérusalem (deuxième partie), il lui préfère le judaïsme, sa religion native. Son argument principal est que le peuple juif a reçu une loi exclusive, qui ne doit pas être imposée aux autres peuples, n'étant précisément destinée qu'aux Juifs. Le philosophe critique ainsi le prosélytisme du christianisme, qui prétend que la révélation a été donnée à tous les hommes. Mais Mendelssohn ne fait pas pour autant du peuple juif un peuple privilégié par Dieu, au-dessus des autres hommes : tous les hommes possèdent la raison naturelle, qui leur a été donnée par Dieu. Or, tous les peuples sont égaux face à la raison naturelle, qu'ils soient juifs ou non. L'exclusivité juive concerne seulement l'observance de la loi cérémonielle. Aucune doctrine n'a été, selon le philosophe, révélée de manière surnaturelle ; la raison suffit à découvrir l'ordre du monde et la sagesse de son Créateur.
Ainsi, Mendelssohn tente-t-il de penser un universalisme juif non prosélyte, fondé sur la raison naturelle commune à tous et sur l'exclusivité judaïque de la loi, l'une comme l'autre étant d'origine divine.

### La tolérance
Moses Mendelssohn lutte pour la mise en œuvre de la tolérance au sens fort du terme. En effet, il rédige sa Jérusalem dans le but de bien montrer que le religieux et le politique ne sauraient se mêler, s'instrumentaliser l'un l'autre. Ce sont deux ordres distincts qui se préoccupent l'un du spirituel, relevant de la sphère privée, l'autre du temporel, relevant de la sphère publique. De ce fait, la conclusion à laquelle aboutit le philosophe éclairé est l'impossibilité pour le pouvoir politique de favoriser ou d'interdire une religion quelconque. La position mendelssohnienne s'inspire fortement de la Lettre sur la tolérance de John Locke. Cette stricte laïcité (lui-même n'emploie pas le mot) que préconise Mendelssohn lui a valu le surnom de « Luther des juifs », attribué par Heinrich Heine.
Mendelssohn critique le despotisme catholique, décrit comme la suppression de la liberté de conscience. Selon lui, l’Église catholique incarnée par le pouvoir pontifical est une institution qui régit la vie sous tous ses aspects aux dépens de tous ceux qui croient à la « liberté de penser ».

### État, religion et droit naturel

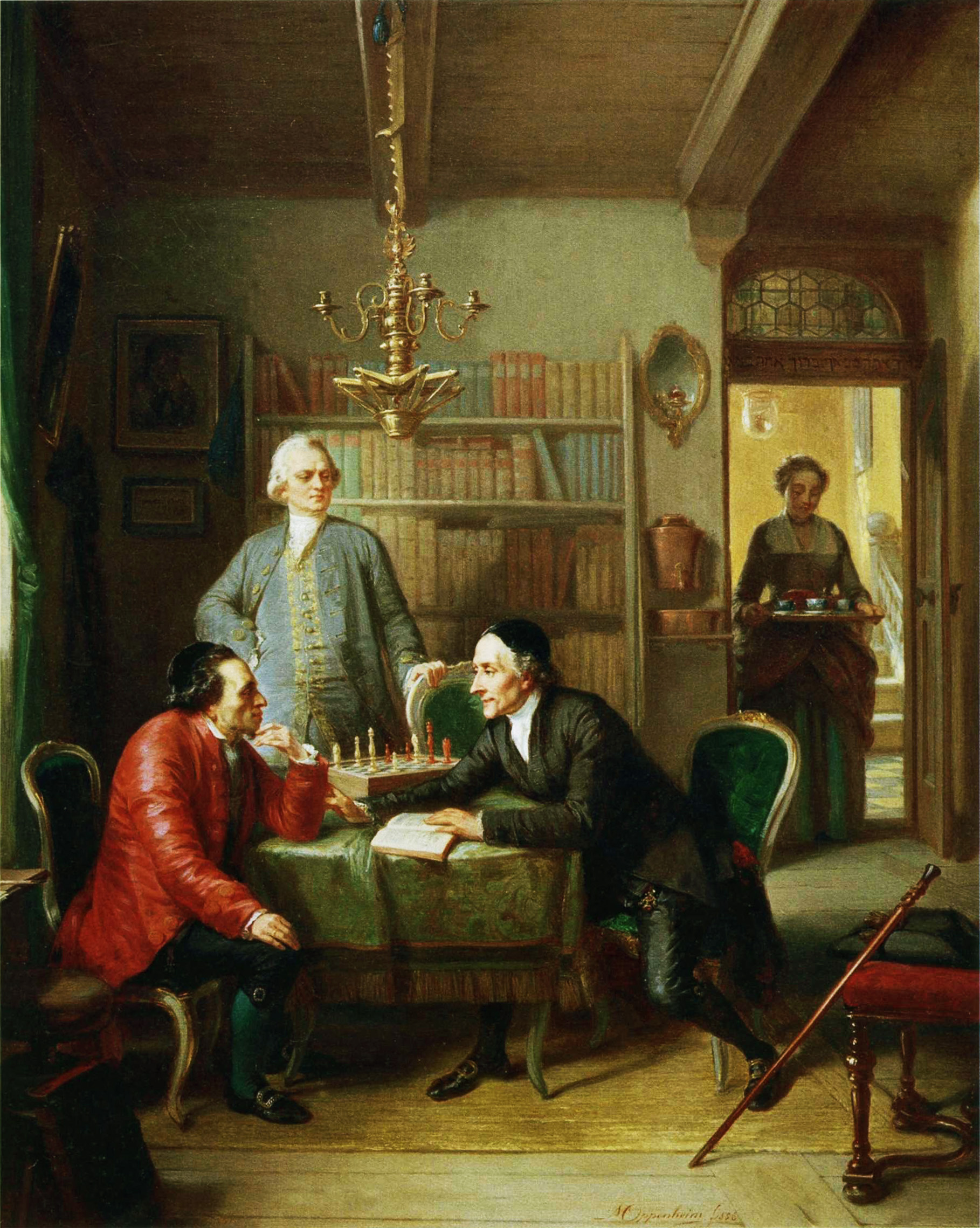
Moses Mendelssohn (à gauche) lors d'une table ronde chez lui avec le théologien Johann Kaspar Lavater (à droite) qui essaierait de le convertir, et Gotthold Ephraim Lessing (debout), par Oppenheim (1856)

Dans sa Jérusalem, Mendelssohn défend l'idée qu'il n'y a pas de contradiction entre les devoirs civiques et les devoirs religieux, à partir du moment où l'institution religieuse n'a pas à s'immiscer dans les affaires civiques. Une instance religieuse n'a aucun pouvoir sur les citoyens, elle a simplement pour rôle de veiller à l'observance de la loi cérémonielle, et d'inspirer la vertu par l'éducation. Quant à l'État, il n'a aucun droit de favoriser ou de discréditer telle ou telle religion. Un citoyen doit être jugé selon ses actes quant au bien commun, mais il ne doit pas être jugé selon ses opinions, particulièrement religieuses. Mendelssohn se fait ainsi le défenseur intransigeant de la liberté de conscience sans restriction.
Si, pour Mendelssohn, l'État a pour rôle de veiller sur le bien public, et de neutraliser les intrusions de la religion dans la vie civique (laïcité d'inspiration hobbesienne, que le philosophe cite nommément dans sa Jérusalem, première partie), il n'en fait pas pour autant une institution absolue. Mendelssohn défend une conception du droit naturel d'inspiration lockéenne : dans l'état de nature, la liberté de l'individu n'implique aucune obligation contraignante envers autrui. C'est la seule volonté de l'individu qui tranche lorsqu'il s'agit de céder un bien (matériel ou spirituel) à autrui : « [dans l'état de nature] Personne ne dispose du droit contraignant de me prescrire combien je dois employer de mes forces pour le bien des autres, et à qui je dois en accorder le bienfait ».
Mendelssohn soutient ainsi une forme de libéralisme philosophique, où l'état social vient se greffer de manière limitée sur le droit naturel, qui reste fondamental et premier en dernière instance, par-delà les pouvoirs religieux et politique.

### Le progrès de l'humanité

#### Le sens de l'histoire

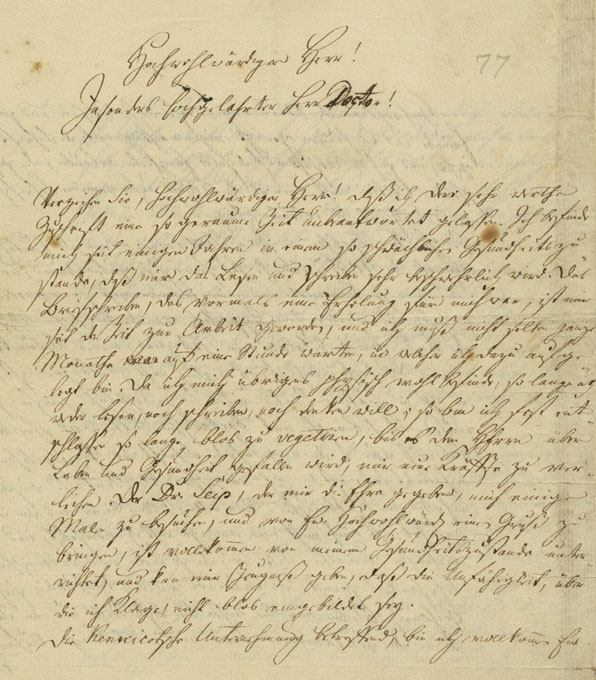
Lettre de Mendelssohn (v. 1770-1785)

Mendelssohn, dans sa Jérusalem et son article Que signifie : éclairer ?, combat l'historicisme. Pour le philosophe, il n'existe pas d'« humanité » ou de « genre humain », donc encore moins de « progrès inéluctable de l'humanité dans son ensemble ». Il explique au contraire qu'il n'existe à proprement parler que des « individus », et donc qu'il ne peut y avoir de progrès linéaire qu'à l'échelle de l'individu. Mendelssohn s'oppose en cela à certains de ses contemporains comme Emmanuel Kant ou Gotthold Ephraim Lessing, qui postulent un progrès linéaire de l'humanité dans son ensemble. Le philosophe est également sceptique quant à l'idée que des nations ou des époques puissent être plus vertueuses que les autres, considérées globalement.
Kant répond à Jérusalem, qui ne le visait pas explicitement, dans son opuscule Théorie et pratique (1793, partie III). Le philosophe de Koenigsberg ironise en rappelant que tout le travail de Mendelssohn en faveur de l'Aufklärung (Lumières allemandes) et de la « prospérité de sa nation » repose sur l'espoir d'un avenir meilleur, d'un progrès continu réalisé par des hommes qui prendront la relève de l'avancement moral du genre humain. Sans cet optimisme, l'effort en vue d'introduire davantage de tolérance et de moralité dans le monde n'aurait aucun sens.

#### Les Lumières
Défenseur des Lumières, Mendelssohn met néanmoins en garde contre leurs dérives possibles : « L'abus des Lumières affaiblit le sens moral, conduit à la dureté, l'égoïsme, l'irréligion et l'anarchie. L'abus de la culture engendre l'abondance, l'hypocrisie, l'amollissement, la superstition et l'esclavage ».
Là encore, le philosophe juif prend une autre voie que celle de Kant, bien que les termes employés se recoupent. L'article de Mendelssohn publié en 1784 s'intitule « Que signifie éclairer (aufklären) ? », alors que l'article de Kant, deux mois plus tard, s'appelle « Qu'est-ce que les Lumières ? (Aufklärung) ». Mais Kant lui-même affirme ne pas avoir eu connaissance de l'article de son prédécesseur. La différence de formulation montre-t-elle une différence de projet ? Mendelssohn préfère le verbe « éclairer », plus concret et plus localisé. Kant, lui, préfèrerait le substantif « Lumières », peut-être plus général.
De fait, l'article kantien est plus optimiste que l'article mendelssohnien, dont on a vu l'aspect polémique contre un éventuel abus auquel conduirait l'excès de Lumières : « Si l'on demande maintenant : vivons-nous actuellement dans une époque éclairée ?, on doit répondre : non, mais nous vivons dans une époque de propagation des lumières » (in einem Zeitalter der Aufklärung) », dit Kant, propagation dans laquelle nous devons placer nos espoirs pour la vie future de l'humanité.

#### Wolff, Mendelssohn et Hegel

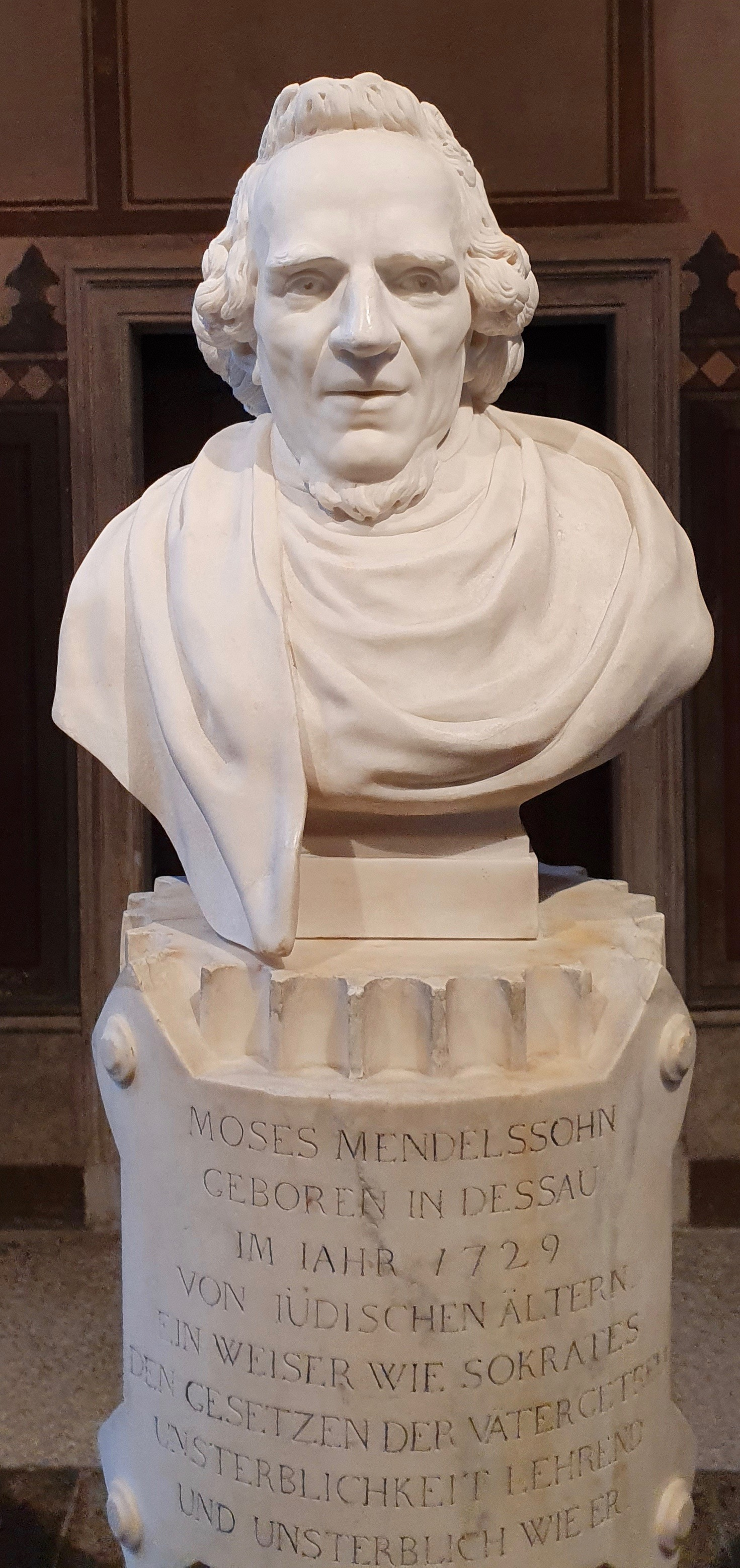
Buste de Moses Mendelssohn par Tassaert à la Neue Synagoge (Berlin)

Mendelssohn, à l'instar de Alexander Baumgarten, subit profondément l'influence de Christian Wolff, comme il est rappelé dans l'introduction à la traduction française de la Jérusalem. Cela fait un autre point de désaccord avec Kant : ce dernier veut réfuter et dépasser complètement la métaphysique wolffienne, dans la Critique de la raison pure (1781, 2e éd. 1787) et les Prolégomènes à toute métaphysique future (1783).
La structure de l'écrit mendelssohnien sur les Lumières (Que signifie : éclairer ?, 1784) reproduit un style wolffien, c'est-à-dire scolastique.
Les Lumières sont pour Mendelssohn la partie théorique (objective) de ce qu'il appelle la « civilisation », la partie pratique et subjective étant la « culture ». Les Lumières représentent les sciences et la réflexion rationnelle, la culture représente les mœurs et les arts. Ces deux composantes, développées dans une société donnée, la font avancer vers davantage de civilisation et se rapprocher toujours plus de la « destination de l'homme » : ce qui fait que l'homme est plus qu'un animal borné et instinctif. Mais elles peuvent aussi se corrompre dans un excès destructeur pour l'homme. Chacune de ces deux composantes, les Lumières et la culture, doivent donc être limitées et contrôlées pour ne pas outrepasser leur place au sein du système de la civilisation, et pour ne pas s'opposer entre elles.
Cette stricte intégration des Lumières dans une métaphysique ordonnée, avec une partie subjective, une partie objective, et un tout absolu, permettent de penser ce que deviendraient ces parties une fois séparées du tout, c'est-à-dire « l'abus des Lumières et de la culture ». L'ouvrage Que signifie éclairer ? est remarqué par le jeune Georg Hegel, qui tentera de penser la crise spirituelle de son temps. Son œuvre future, la Phénoménologie de l'Esprit (1807), amorcera un dépassement du kantisme et une critique de l'Aufklärung.

## Œuvres traduites
- Phédon, entretiens de Socrate avec ses disciples sur l'immortalité de l'âme, précédé de la vie de ce célèbre philosophe, par Moses Mendelsohn. Traduit de l'allemand sur la 6e édition, par L. Haussmann, 1830 [lire en ligne].
- Moses Mendelssohn, Jérusalem ou Pouvoir religieux et judaïsme, Gallimard, Tel, 2007, préface d'Emmanuel Levinas.
- Moses Mendelssohn / Emmanuel Kant, « Qu'est-ce que les Lumières ? » (recueil des deux articles), commentaires de Cyril Morana, Mille et une nuits, 2006.
- Aufklärung : Les Lumières allemandes, GF-Flammarion, 1999. Il s'agit d'un recueil de textes et commentaires contenant des écrits de Mendelssohn.
- Écrits juifs, traduit de l’allemand par Johannes Honigmann et de l’hébreu par René Lévy, préface d’Eli Schonfeld. Éditions Verdier, collection « Les Dix Paroles », 2018.  (ISBN 978-2-86432-973-2)
- Heures matinales. Leçons sur l'existence de Dieu (1785). Traduction, présentation et notes par Olivier Sedeyn, Presses Universitaires de France/Humensis mai 2022.  (ISBN 978-2-13-082739-9)